# Сан Ђорђо дел Санио
Сан Ђорђо дел Санио (итал. San Giorgio del Sannio) је насеље у Италији у округу Беневенто, региону Кампанија.
Према процени из 2011. у насељу је живело 8579 становника. Насеље се налази на надморској висини од 383 м.

## Становништво
Према резултатима пописа становништва 2011. у општини је живело 9.809 становника.
| 1931. | 1936. | 1951. | 1961. | 1971. | 1981. | 1991. | 2001. | 2011. |
| ----- | ----- | ----- | ----- | ----- | ----- | ----- | ----- | ----- |
| 4.158 | 4.627 | 5.359 | 5.523 | 5.057 | 6.158 | 8.566 | 9.505 | 9.809 |